# Komárom-Esztergom Megyei Büntetés-végrehajtási Intézet
A Komárom-Esztergom Megyei Büntetés-végrehajtási Intézet büntetés-végrehajtási szerv volt Esztergomban, a Széchenyi téren. Költségvetési szerv, jogi személy. 
Alaptevékenysége a külön kijelölés által meghatározott körben az előzetes letartóztatással, a biztonsági és egyéb fontos okból elhelyezett elítéltek szabadságvesztésével, továbbá az elzárással összefüggő büntetés-végrehajtási feladatok ellátása volt. Felügyeleti szerve a Belügyminisztérium, szakfelügyeletet ellátó szerve a Büntetés-végrehajtás Országos Parancsnoksága volt. Komárom-Esztergom megye egyetlen börtöne volt 2006-os bezárásáig.

## Története
Esztergom város vezetése 1896-ban telket ajánlott a városközpontban az Igazságügyi Minisztériumnak egy új igazságügyi székház építésére, viszont az Esztergomi Járásbírósági Fogház alapításáról csak 1900-ban született döntés, rendeltetésének 1903. október 1-jén adták át.
Épülete már 1911-ben felújításra szorult. 1930-ban 29 fő fogva tartására volt alkalmas, ekkor még Komáromban is működött fogház. Az 1950-es években az intézethez tartozott a „Csolnoki Munkahely”, ahol az elítéltek bányában dolgoztak
Az intézet történetéről az 1960-as évekig alig áll rendelkezésre értékelhető adat. Elnevezése: 1951-ig Esztergomi Járásbírósági Fogház, ezt követően Komárom Megyei Börtön, majd Komárom Megyei Büntetés-végrehajtási Intézet volt.

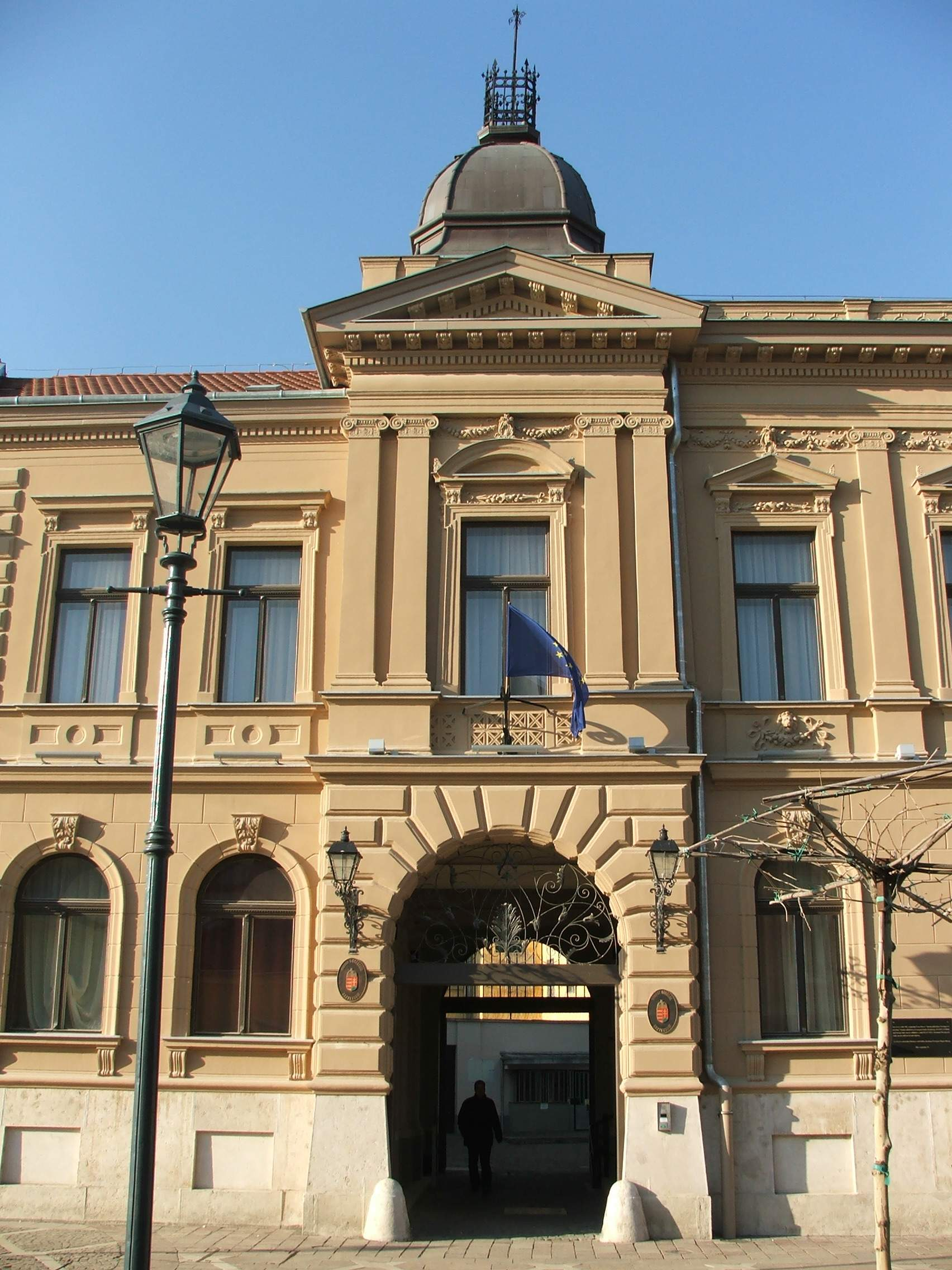
A járásbíróság és a börtön bejárata a Széchenyi téren

1967-ben a személyzet és az irodák számára új épület létesült, a körletépületet korszerűsítették és emelet ráépítéssel férőhelybővítésre került sor.
Sokáig az ország legzsúfoltabb börtöne volt. Volt olyan időszak, amikor az eredetileg 50 férőhelyes börtönt 336%-os telítettség jellemezte.
A börtön mellett álló bíróság tetőszerkezetét 2002-ben felújították. Az önkormányzat megvásárolta a szomszédos épület emeleti részét, amit összenyitott a bíróság szűkös épületével, így további 160 m² területhez jutott az intézmény. 2006-ra megvalósult a teljes felújítás. Megújult a homlokzat, az elektromos hálózat. A hivatalos tereket szétválasztották az ügyfélforgalmi terektől, elkészült az épület új szárnya. A félmilliárdos beruházás során az udvarban eddig ismeretlen műemlékeket találtak.
A börtönt Gazdasági okok és a Széchenyi tér sétálótérré alakítása miatt (a rabszállítás így nehézkessé vált) 2006. december 31-i hatállyal megszüntették. Jogutódja a Fővárosi Büntetés-végrehajtási Intézet. A jövőben a Komárom-Esztergom megyében állandó lakóhellyel rendelkező fogvatartottak közül a férfiak a Baracskai Országos Büntetés-végrehajtási Intézetben, a nők  a Pálhalmai Országos Büntetés-végrehajtási Intézetben kerülnek elhelyezésre.